# 스페이스 마린 (워해머 40,000)

E3 2010 에 등장한 울트라마린 챕터의 스페이스 마린 (오른쪽)

스페이스 마린(영어: space marine→우주 해병)은 게임즈 워크숍의 테이블탑 미니어처게임인 워해머 40,000에 등장하는 진영이다. 흔히 스페이스 마린 혹은 죽음의 천사(Angels of Death)라고 불리는 아뎁투스 아스타르테스(Adeptus Astartes)는 인간 제국의 최정예 전사들이다. 스페이스 마린은 유전 조작과 인체 개조를 통해 만들어진 초인병들이며, 때문에 제국의 주 군사력인 임페리얼 가드의 어떤 병사보다도 강력하다. 그들은 "챕터"라 불리는 조직들로 나뉘며, 각 챕터는 고유 군대와 차량, 물류 등을 보유하고 있다. 워해머 40,000의 세계에는 약 1천개의 챕터들이 존재하며, 각 챕터에는 약 1천명의 스페이스 마린이 있다. 이럼에도 불구하고 드넓은 우주에서 봤을 때 스페이스 마린은 그 수가 너무 적어 제국의 주 군대로써 사용될 수 없다. 때문에 그들은 주로 최전방에서 기동 타격대로 활동한다.

## 같이 보기
- 인류의 황제